# Éderson
Éderson José dos Santos Lourenço da Silva (Campo Grande, 7 juli 1999) is een Braziliaans voetballer die bij voorkeur als middenvelder speelt. Hij tekende in 2022 voor Atalanta.

## Clubcarrière
Éderson brak in 2017 door bij Desportivo Brasil. In 2019 trok hij na een succesvolle uitleenbeurt naar Cruzeiro. In 2020 tekende hij bij reeksgenoot Corinthians.  In 2021 werd de middenvelder verhuurd aan Fortaleza. Salernitana haalde Éderson in januari 2022 naar Italië. Zes maanden later betaalde Atalanta 22,9 miljoen euro voor de Braziliaanse middenvelder. In 2024 won hij met Atalanta de UEFA Europa League.

## Interlandcarrière
Op 8 juni 2024 debuteerde Éderson voor Brazilië in een oefeninterland tegen Mexico. Hij nam met Brazilië deel aan de Copa América 2024.